# Georg Oertel

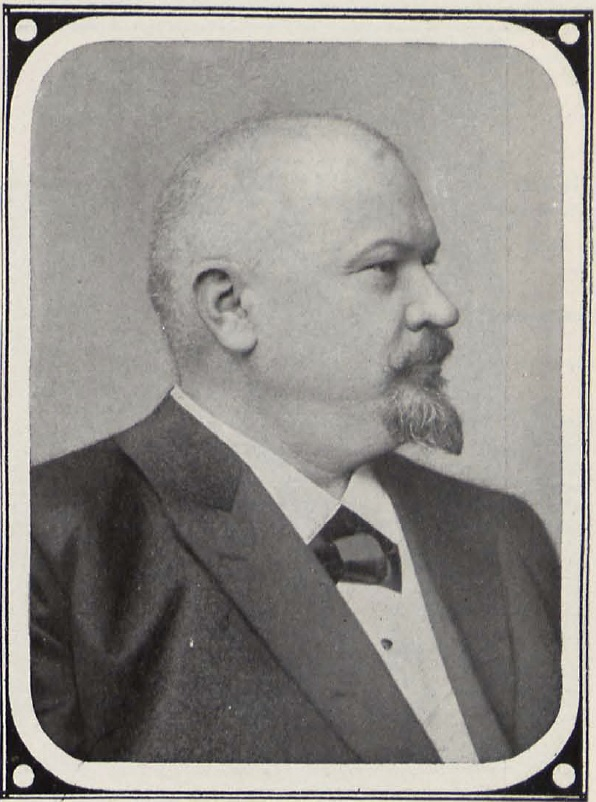
Georg Oertel (1856–1916)

Georg Ernst Julius Oertel (* 27. März 1856 in Großdölzig; † 23. Juli 1916 in Spechtshausen) war ein deutscher Lehrer, konservativer Reichstagsabgeordneter und Chefredakteur der Deutschen Tageszeitung.

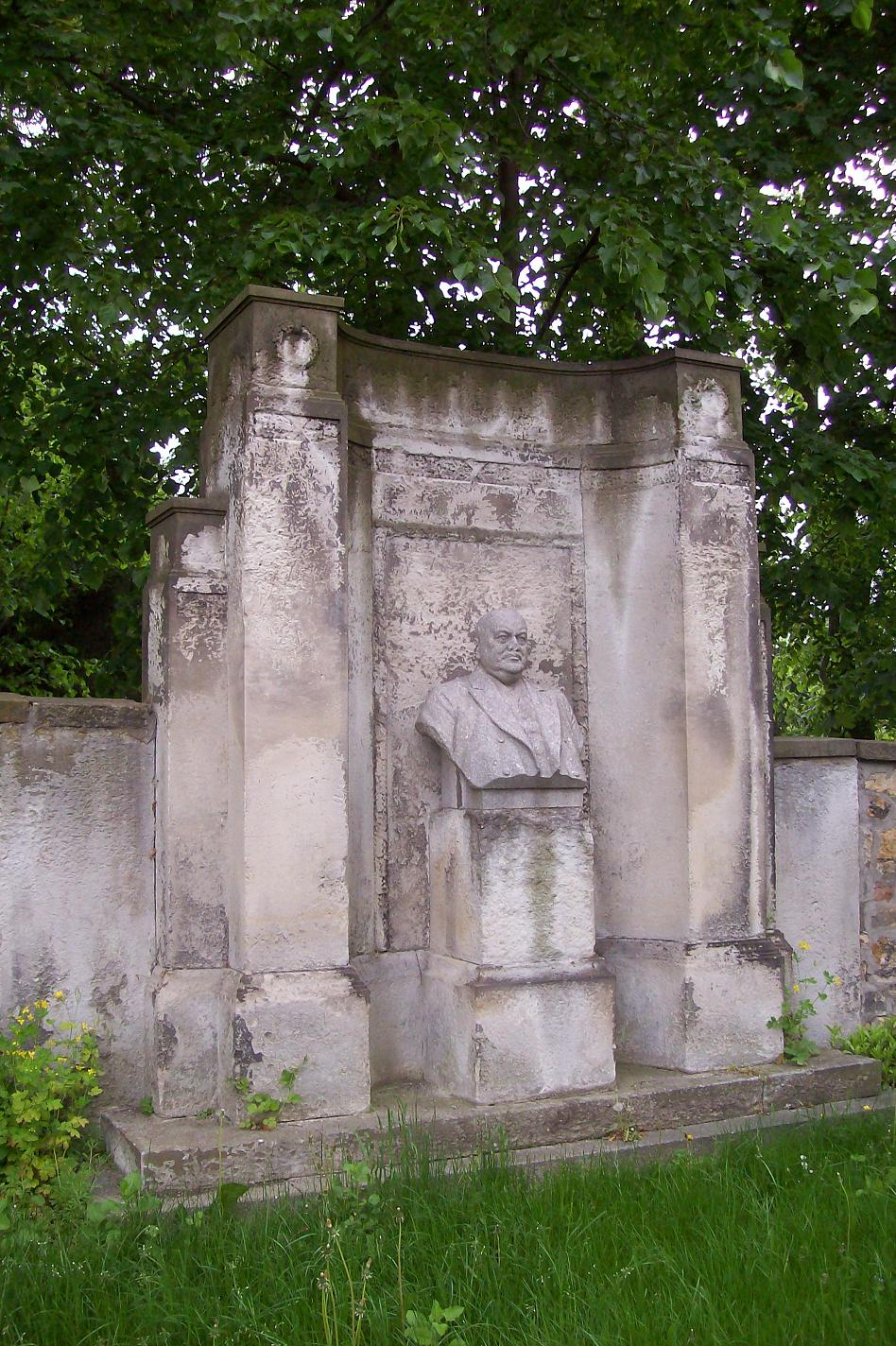
Grabmal von Georg Oertel auf dem Friedhof in Fördergersdorf

## Leben
Oertel wurde als 7. Kind des Pfarrers Ernst Christian Oertel geboren. Seine Jugend verbrachte er in Neustadt in Sachsen. Nach dem Besuch der Volksschule und Privatunterricht wurde er 14-jährig in die Obertertia der Fürstenschule St. Afra in Meißen aufgenommen, die er von 1870 bis 1873 besuchte. Danach besuchte er das Gymnasium in Bautzen und nahm an der Universität Leipzig ein Studium der Klassischen Philologie (klassische Kunstgeschichte) auf. Er wirkte als Assistent am Antikenmuseum der Universität Leipzig unter Johannes Overbeck. Im 7. Semester wurde er promoviert (Doktorarbeit: Beiträge zur älteren Geschichte der statuarischen Genrebildnerei bei den Hellenen) und legte im 8. Semester sein Staatsexamen ab. Nach kurzer Lehrertätigkeit in Kötzschenbroda und dem Wehrdienst in Bautzen war er 1880 bis 1894 Oberlehrer am Realgymnasium (später Petrischule) in Leipzig.
Er heiratete 1881 Clementine Jäckel, Pfarrerstochter aus Gaußig bei Bautzen, und wurde Vater von zwei Kindern, Sohn Georg Oertel und Tochter Anne Marie Oertel. Die Sommerfrische verbrachte die Familie und später Oertel allein in Hintergersdorf, Kurort Hartha und Spechtshausen, wo Oertel 1916 auf einem Spaziergang verstarb. Sein Grabmal mit Porträtbüste befindet sich auf dem Friedhof in Fördergersdorf und trug ursprünglich den Spruch: Wir wollen dein denken, dir danken, bis wir dir folgen nach haus.

## Wirken
Nach fast 15-jähriger Lehrtätigkeit wurde Oertel 1894 zum Chefredakteur der Deutschen Tageszeitung zu Steglitz berufen. Vorher war er bereits für die Leipziger Zeitung und das konservative Blatt Vaterland tätig. Als Führer der Bestrebungen vom Bund der Landwirte (BdL) zog er 1898 bis 1903 als Abgeordneter des Wahlkreises Sachsen 9 (Freiberg) und 1912 bis 1916 als Abgeordneter des Wahlkreises Breslau 4 (Namslau-Brieg bei Breslau) für die Deutschkonservative Partei (DKP) in den Deutschen Reichstag ein und wirkte im Plenum sowie in Kommissionen des Reichstages mit. Er gehörte zum Kreis der Politiker um Reichskanzler Fürst Bernhard von Bülow, Kuno Graf von Westarp, Gustav Roesicke und Oswin Schmidt. Zeitgenössische Karikaturen zeigten ihn als Mann mit der weißen Weste und die sozialdemokratische Opposition stellte ihn als Knuten-Oertel dar. Zuletzt wohnte er in Südende bei Berlin.

## Veröffentlichungen (Auswahl)
- Beiträge zur älteren Geschichte der statuarischen Genrebildnerei bei den Hellenen. Hirschfeld, Leipzig 1879
- Der Konservatismus als Weltanschauung. Verlag E. Ungleich, Leipzig 1893